# Crunch
Crunch bezeichnet in der Computerspielentwicklung eine Projektplanung, die Mehrarbeit und auch systematische, teils unbezahlte Überstunden vorsieht. Das Phänomen tritt auch in anderen Bereichen der Unterhaltungs- und Medienindustrie auf.

## Entstehung und Umfeld
Die massive Arbeitslast wird dabei teils als Hingabe zum Job und dem geschaffenen Werk glorifiziert, die Beteiligten versprechen sich Renommee durch die Teilnahme an einem potentiell populären Projekt für weitere berufliche Stationen. Das Phänomen, das bis auf die Anfänge der elektronischen Unterhaltungsindustrie zurückgeht, spricht somit vor allem jüngere und weniger erfahrene, vor allem männliche Mitarbeiter vor der Familiengründung an.

### Crunch Culture
Unter jungen Mitarbeitern ist die Bereitschaft zu Crunch höher, die auch als Mentalität in die Unternehmenskultur eingebracht und verbreitet wird; auch gehören junge Entwickler und Praktikanten zur bevorzugten demografischen Bewerbergruppe. Da Crunch durch die Unternehmenskultur auf der einen Seite, und durch Kollegen auf der anderen Seite vorgelebt wird, wollen andere Entwickler vermeiden, dass sie möglicherweise faul oder langsam wirken und verzichten auf einen pünktlichen Feierabend oder Urlaub. Durch diesen sozialen Druck und das begünstigende Umfeld für diesen wird Crunch auch als Kultur, als Crunch Culture, bezeichnet, in welcher Crunch mehr die Norm als die Ausnahme darstellt und in der die schnelle und gute Erledigung von Arbeit wichtiger ist als eine Work-Life-Balance oder persönliches Wohlergehen. In einigen Fällen ist Crunch ein solch fester Bestandteil der Unternehmenskultur, dass die Unternehmensführung bereitwillig und offen die 100-Stunden-Arbeitswoche ihrer Teams als Beweis für harte Arbeit und als Nachweis größter Anstrengungen für ein zeitig erscheinendes Produkt wirbt. Nicht selten gibt es Verharmlosungen oder Beschönigungen, wie etwa die als „Bioware magic“ verbrämten Crunch-Phasen des gleichnamigen kanadischen Entwicklers, mit denen meist gegen Ende der Entwicklung durch massive Überstunden die Produkte rechtzeitig zur vorgegebenen Frist fertiggestellt werden sollten. Die euphemistische Umschreibung als „Magie“ resultierte aus der Überzeugung, dass vergangene Produkte in dieser Phase erst ihre qualitative Güte erreicht hätten. Beteiligte Personen bezeichneten dies dagegen vielmehr als Ausdruck schlechten Projektmanagements, dessen Fehlplanungen auf den letzten Metern ausgeglichen werden mussten.
Betroffen sind nicht nur die Designer und Entwickler, sondern auch die Qualitätssicherung, die teils weniger wertgeschätzt wird und oft nur befristet eingestellt ist, insbesondere zum Ende eines Entwicklungszyklus.
Laut einer Untersuchung der IGDA 2019 gaben 40 % der US-amerikanischen Spielentwickler an, im vorangegangenen Jahr wenigstens einmal Crunch erlebt zu haben. Nur 8 % gaben an, für Überstunden bezahlt worden zu sein.

## Verbreitung
Auch in Deutschland verbreitet sich die Praxis von Mehrarbeit und unbezahlten Überstunden, bis hin zur Umgehung von Mindestlohn-, Arbeitszeit- und Arbeitsschutzgesetzen. Über die Hälfte der Angestellten arbeitet mehr als vertraglich vereinbart. Teils wird schon an den Hochschulen das Phänomen Crunch normalisiert und entsprechende Leistung von den Studenten abgefordert. Eine fehlende Organisation der Mitarbeiter in Gewerkschaften wird als einer der Gründe für Crunch angeführt.

## Auswirkungen und Folgen
Verkürzte Entwicklungszeiten in Kombination mit Crunch erhöht die Wahrscheinlichkeit, dass die Qualität der Computerspiele kompromittiert wird. Inhaltliche Kürzungen, gestraffte Qualitätssicherung, aber auch stressbedingter Ausfall von Mitarbeitern, deren kontinuierliche Leistungsabnahme oder Kündigungen sind hierbei Faktoren. Da alle Beteiligten sich durch kommerziellen Erfolg eines Produkts auch kreatives Renommee versprechen, sind die psychologischen Folgen eines Misserfolgs umso erheblicher, je mehr Einsatz die Mitarbeiter in der Produktion zeigen.
Für die oft hochqualifizierten Arbeitnehmer ist die Belastung problematisch. Durch die Folgen von Crunch verlassen Entwickler die Industrie für gewisse Zeit oder für immer, es kommt zum Burn-out bis hin zur Suizidalität. Entwickler, die der Belastung nicht gewachsen sind, verlieren ihren Arbeitsplatz oder vernachlässigen ihr Privatleben. Der Publisher Electronic Arts musste beispielsweise Schadensersatzforderungen zahlen, nachdem Ehepartner gegen die Arbeitsbedingungen vor Gericht zogen.
Publisher verschieben ungern die Veröffentlichungszeitpunkte, insbesondere wenn die Einnahmen bereits verplant sind oder die Bereitschaft für Nachschüsse durch schwächere Konzernergebnisse gering ist. Das finanzielle Risiko, bestehenden Mitarbeitern Mehrarbeit anzuordnen, ist geringer, als eine Entwicklergruppe nachträglich zu vergrößern und in das laufende und eventuell auch weiter fortgeschrittene Projekt einzuarbeiten.

## Gegenbewegungen
Während Crunch in den Anfangsjahren bis weit in die 1990er noch weitgehend vorausgesetzt, hingenommen oder ignoriert wurde, formierten sich nach der Jahrtausendwende zunehmend sichtbar Widerstände gegen diese Praxis und die kritische Berichterstattung nahm zu. 2004 veröffentlichte der Lebenspartner eines Mitarbeiters von Electronic Arts unter dem Pseudonym ea_spouse einen offenen Brief, in dem die schlechten Arbeitsbedingungen und die daraus resultierenden Belastungen für die Entwickler und ihre Familien angeprangert wurden. Dieser fand großen öffentlichen Widerhall und führte zu einem größeren öffentlichen Bewusstsein für die Arbeitsbedingungen in der Spielebranche. Auf gleiche Weise protestierten 2010 die sog. Rockstar Wives, Angehörige der Mitarbeiter von Rockstar San Diego, gegen die Arbeitsbelastungen ihrer Partner. Ähnliche Belastungen wurden im selben Zeitraum für Rockstar Vancouver berichtet. Noch 2018 berichtete Jason Schreier kritisch über Rockstar Games’ ausgeprägte Crunch-Kultur mit bis zu 100 Stunden Wochenarbeitszeit und der Verweigerung eines Credits bei vorzeitiger Kündigung, wie im Fall von Red Dead Redemption 2.
Es gibt Bestrebungen einzelner Studios, die Arbeitssituationen ihrer Mitarbeiter dauerhaft zu verbessern. Mit dem Modell Games as a Service wird Spielern ein Produkt vorgestellt, das bei entsprechender Beliebtheit durch wiederkehrende Zahlungen kontinuierlich weiterentwickelt werden kann.